# شتفان ابرهارتر
شتفان ابرهارتر (انگلیسی: Stephan Eberharter؛ زادهٔ ۲۴ مارس ۱۹۶۹) اسکی‌باز آلپاین اهل اتریش است.